# Botnssúlur
Botnssúlur est un volcan situé entre des municipalités de Hvalfjarðarsveit, Kjósarhreppur et Bláskógabyggð, dans le Sud-Ouest de l'Islande. Le volcan forme un petit massif avec plusieurs sommets : Háasúla (916 m), Vestursúla (1 089 m), Miðsúla (1 035 m), Súlnaberg (954 m) et Syðstasúla, ce dernier étant le point culminant avec 1 095 m, dans la municipalité de Bláskógabyggð. Ce massif est situé à l'est du fjord Hvalfjörður, juste au sud de Hvalfell (un autre tuya) et domine la plaine de Þingvellir au sud. Le sentier de randonnée Leggjabrjótur, reliant Glymur à Þingvellir longe le massif par l'ouest.
Botnssúlur est probablement formé par une éruption durant la troisième plus récente phase glaciaire (phase de Drenthe du Saalien, entre approximativement 250 000 et 300 000 ans), alors que la région était sous la glace, formant un tuya. Il fait partie d'une fissure volcanique orientée sud-ouest/nord-est, au même titre que Búrfell (au sud-est) et Kvigindisfell (au nord-est). Le sommet parvient à percer la couche de glace. Les roches sont des tholéiites, avec des formations de lave en coussins en dessous de 700 m, puis des hyaloclastites et enfin une couche de lave aérienne. Les glaciations successives érodent ensuite  le massif et lui font perdre sa forme caractéristique de tuya.